# 3 Grupa Pancerna
3 Grupa Pancerna - organ inspekcyjno - szkoleniowy Dowództwa Broni Pancernych Wojska Polskiego II RP.
1 sierpnia 1938 w Warszawie zorganizowana została 3 Grupa Pancerna. Zadaniem jej dowódcy było: inspekcjonowanie wyszkolenia, rozpatrywanie zagadnień organizacyjnych i przygotowania mobilizacyjne podległych oddziałów.

## Struktura organizacyjna
Dowództwo
Dowódca - płk dypl. Stanisław Rola-Arciszewski
Oficer sztabu - mjr Adam Jerzy Golcz
Oddziały pancerne
- 4 Batalion Pancerny - Brześć
- 7 Batalion Pancerny - Grodno
- 1 Dywizjon Pociągów Pancernych - Legionowo
- 2 Dywizjon Pociągów Pancernych - Niepołomice